# Liste der Ramsar-Gebiete in Chile
Die Liste der Ramsar-Gebiete in Chile umfasst zur Zeit 16 Feuchtgebiete in Chile mit einer Gesamtfläche von ca. 363.927 ha (was etwa 0,5 % der Landfläche Chiles entspricht), die unter der Ramsar-Konvention registriert sind. Das nach dem Ort des Vertragsschlusses, der iranischen Stadt Ramsar, benannte Abkommen ist eines der ältesten internationalen Vertragswerke zum Umweltschutz.
Chile trat der Ramsar-Konvention am  27. November 1981 bei, die Maßnahmen zum Erhalt und Schutz der registrierten Gebiete werden hauptsächlich von der chilenischen Forstbehörde „Corporación Nacional Forestal (CONAF)“ umgesetzt.
Die Ramsar-Gebiete in Chile bestehen größtenteils aus Salztonebenen sowie aus Feuchtgebieten entlang von Flüssen, Seen oder Küstenbereichen. Eine Ausnahme bildet der Andenpark Juncal (spanisch Parque Andino Juncal), welcher als Hochgebirgsregion durch extreme Klimabedingungen und ein ausgedehntes Wassernetz mit Flüssen, Bächen, Gletschern und unterirdischen Quellen kennzeichnet ist und dadurch als einzigartiges Ökosystem für endemische Arten gilt.
2005 hatte Chile mit etwa 1.600 km² bereits neun Feuchtgebiete als Ramsar-Gebiete ausgewiesen und entwickelte seinen Plan in einem 6 Punkteprogramm zur konsequenten Erhaltung der Territorien weiter. Wobei ein Hauptaugenmerk darauf gelegt wurde, das Bewusstsein in der Bevölkerung zum Schutz und der nachhaltigen Bewirtschaftung der Gebiete zu stärken, z. B. mit speziellen Aktionen im Rahmen des „Welttag der Feuchtgebiete“ (englisch World Wetland Day).

## Liste der Ramsar-Gebiete Chiles
| Name des Gebiets | Bild                           | Ramsar-Gebietsnr. | Ausweisungs- datum | Fläche (ha) | Höhe (m)    | Daten      | WPDA       | Region                               | Lage       |
| --- | ------------------------------ | ----------------- | ------------------ | ----------- | ----------- | ---------- | ---------- | ------------------------------------ | ---------- |
| Naturreservat Carlos Anwandter spanisch Santuario de la naturaleza Carlos Anwandter                                                        | Weitere Bilder                 | 222               | 27. Juli 1981      | 4.877       | 0-2         | 6CL001     | 67856      | Los Ríos                             | ⊙          |
| Surire-Salztonebene spanisch Salar de Surire                                                                                               | Weitere Bilder                 | 873               | 2. Dez. 1996       | 15.858      | 4.200       | 6CL002     | 145518     | Arica y Parinacota                   | ⊙          |
| Huasco-Salztonebene spanisch Salar del Huasco                                                                                              | Weitere Bilder                 | 874               | 2. Dez. 1996       | 6.000       | 3.500       | 6CL003     | 145521     | Tarapacá                             | ⊙          |
| Tara-Salztonebene spanisch Salar de Tara                                                                                                   | Weitere Bilder                 | 875               | 2. Dez. 1996       | 96.439      |             | 6CL004     | 145520     | Antofagasta                          | ⊙          |
| Hydrologisches System Soncor in der Salar de Atacama spanisch Sistema hidrológico de Soncor del Salar de Atacama                           | Weitere Bilder                 | 876               | 2. Dez. 1996       | 67.133      | 2.300       | 6CL005     | 145522     | Antofagasta                          | ⊙          |
| Seenkomplex „Laguna del Negro Francisco“ und „Laguna Santa Rosa“ spanisch Complejo lacustre Laguna del Negro Francisco y Laguna Santa Rosa | Weitere Bilder                 | 877               | 2. Dez. 1996       | 62.460      | 4.363       | 6CL006     | 145519     | Atacama                              | ⊙          |
| Feuchtgebiet „El Yali“ spanisch Humedal El Yali                                                                                            | Weitere Bilder                 | 878               | 2. Dez. 1996       | 520         | 0-50        | 6CL007     | 145517     | Valparaíso                           | ⊙          |
| Naturreservat Laguna Conchalí spanisch Santuario de la naturaleza Laguna Conchalí                                                          | Weitere Bilder                 | 1374              | 2. Feb. 2004       | 34          | 0           | 6CL008     | 902324     | Coquimbo                             | ⊙          |
| Lomas-Bucht spanisch Bahía Lomas | Weitere Bilder                 | 1430              | 6. Dez. 2004       | 58.946      | 0-5         | 6CL009     | 902393     | Magallanes y de la Antártica Chilena | ⊙          |
| Salztonebene „Aguas Calientes IV“ spanisch Salar de Aguas Calientes IV                                                                     | Weitere Bilder                 | 1870              | 14. Aug. 2009      | 15.529      |             | 6CL010     | 555542780  | Antofagasta                          | ⊙          |
| Pujsa-Salztonebene spanisch Salar de Pujsa                                                                                                 | Weitere Bilder                 | 1871              | 14. Aug. 2009      | 17.397      |             | 6CL011     | 555542781  | Antofagasta                          | ⊙          |
| Andenpark Juncal spanisch Parque Andino Juncal                                                                                             | Gletscher des Nevado Juncal    | 1909              | 22. Mai 2010       | 13.796      | 2.500-5.000 | 6CL012     | 555542779  | Valparaíso                           | ⊙          |
| Küstenbereich und Feuchtgebiet Las Salinas de Huentelauquén spanisch Salinas de Huentelauquén                                              | Weitere Bilder                 | 2237              | 2. Feb. 2015       | 2.772       | 0-30        | 6CL013     | 555624168  | Coquimbo                             | ⊙          |
| Küstenfeuchtgebiete der Tongoy-Bucht spanisch Humedales Costeros de la Bahía Tongoy                                                        | Feuchtgebiete der Tongoy-Bucht | 2361              | 21. Nov. 2018      | 259         | 2-18        | 6CL014     | 555643515  | Coquimbo                             | ⊙          |
| Feuchtgebiete des Rio Monkul spanisch Humedales de Monkul                                                                                  | Weitere Bilder                 | 2423              | 22. Mai 2020       | 1.380       |             | 6CL015     | 555703903  | Araucanía                            | ⊙          |
| Feuchtgebiet des Rio Limarí spanisch Humedal del río Limarí                                                                                | Weitere Bilder                 | 2424              | 21. Juli 2020      | 527         |             | 6CL016     | 555703902  | Coquimbo                             | ⊙          |
| Zusammenfassung: | Zusammenfassung:               | Zusammenfassung:  | seit 1981          | 363.927 ha  | 16 Gebiete  | 16 Gebiete | 16 Gebiete | 16 Gebiete                           | 16 Gebiete |